# 27 juillet 1972
Le jeudi 27 juillet 1972 est le 209e jour de l'année 1972.

## Naissances
- Aïdyn Aimbetov, astronaute kazakh
- Bouchra Ahrich, actrice marocaine
- Brad Prefontaine, hockeyeur sur glace canadien
- Candice Gilg, skieuse acrobatique française
- Charles Poulin, hockeyeur sur glace canadien
- Christophe Dickès, historien et journaliste français
- Clint Robinson, kayakiste australien
- Dorota Świeniewicz, volleyeuse polonaise
- Elisângela Adriano, athlète brésilienne
- Jérôme Félix, auteur de bande dessinée français
- Jin Yan, joueuse de football chinoise
- Maya Rudolph, actrice et comédienne américaine
- Peter Žiga, homme politique slovaque
- Samuel Mbairabé Tibingar, prélat catholique tchadien
- Sheikh Muszaphar Shukor, premier astronaute malaisien
- Siteny Randrianasoloniaiko, homme politique malgache
- Sylvain Chtounder, skipper français
- Takako Fuji, actrice japonaise
- Takashi Shimizu, réalisateur japonais
- Vladimir Krstić, joueur de basket-ball croate
- Xavier Pompidou, coureur automobile frfançais
- Zurab Adeishvili, homme politique géorgien

## Décès
- François Wendel (né le 30 juin 1905), universitaire, théologien, juriste (1905-1972)
- Gregori Warchavchik (né le 2 avril 1896), architecte brésilien
- Laurent Ruamps (né le 14 février 1897), aviateur français
- Philip Cunliffe-Lister (né le 1er mai 1884), homme politique britannique
- Richard Coudenhove-Kalergi (né le 16 novembre 1894), homme politique autrichien (1894－1972）

## Événements
- Sortie de l'album All Directions du groupe The Temptations
- Sortie du film hongkongais Les 14 Amazones
- Création du Parc culturel du Tassili en Algérie
- Création du canton de Quero en Equateur